# Viorna coccinea
Viorna coccinea là một loài thực vật có hoa trong họ Mao lương. Loài này được (Engelm.) Small miêu tả khoa học đầu tiên năm 1903.